# When the Light Came In
When the Light Came In è un cortometraggio muto del 1915 diretto da Joseph Kaufman e prodotto dalla Lubin.

## Produzione
Il film fu prodotto dalla Lubin Manufacturing Company.

## Distribuzione
Distribuito dalla General Film Company, il film - un cortometraggio in due bobine - uscì nelle sale statunitensi il 21 luglio 1915.